# Füllmenbacher Hofberg
Das Natur- und Landschaftsschutzgebiet Füllmenbacher Hofberg liegt im baden-württembergischen Enzkreis auf dem Gebiet der Gemeinde Sternenfels (Markung Diefenbach).

## Kenndaten
Das Gebiet wurde mit Verordnung des Regierungspräsidiums Karlsruhe vom 29. Dezember 1993 als Natur- und Landschaftsschutzgebiet ausgewiesen. Das NSG wird unter der Schutzgebietsnummer 2.175, das LSG unter der Nummer 2.36.043 geführt. Der CDDA-Code für das Naturschutzgebiet lautet 163175 und entspricht der WDPA-ID.

## Lage
Die Schutzgebiete liegen ungefähr in der Mitte zwischen den Orten Diefenbach im Westen und Häfnerhaslach im Osten inmitten ausgedehnter Waldungen und umfassen die Rodungsinsel des Füllmenbacher Hofes in der Talmulde des oberen Streitenbachs. Das Naturschutzgebiet besteht aus zwei Teilgebieten und hat eine Größe von 39,9 ha. Als Ergänzungsraum dient das gleichnamige, 41,8 Hektar große Landschaftsschutzgebiet, das ebenfalls aus zwei Teilgebieten besteht. Es liegt im Naturraum 124.1-Stromberg innerhalb der naturräumlichen Haupteinheit 12-Gäuplatten im Neckar- und Tauberland.
Nordöstlich grenzt das Natur- und Landschaftsschutzgebiet an das 3.908 Hektar große Landschaftsschutzgebiet 1.18.099 Kirbachtal mit angrenzenden Gebieten, das im Landkreis Ludwigsburg liegt. Es ist außerdem sowohl Teil des 11.795 Hektar großen FFH-Gebiets Nr. 7018-341 Stromberg als auch des Vogelschutzgebiets Nr. 6919-441 Stromberg, das 10.306 Hektar groß ist.

## Schutzzweck
Schutzzweck ist die Erhaltung, Sicherung und Pflege biologisch vielfältiger Lebensräume der Rodungsinsel des Füllmenbacher Hofes, insbesondere
- des Mosaiks von Weinbergen, extensiv genutztem Grünland und Ödlandgrundstücken am Hof- und Häuslesberg,
- der artenreichen, mäßig frischen bis feuchten Wiesen nördlich und nordwestlich des Hofes,
- des Weihers und seiner Uferbereiche,
- der feuchten Wiesen im Gewann Unteres Tal,
- der thermophilen Saumgesellschaften der Waldsäume einschließlich der direkt angrenzenden Laubwälder. Dabei sollen insbesondere die auf diese vielfältigen, mosaikartig verzahnten Lebensräume angewiesenen Tier- und Pflanzenarten erhalten, gesichert, gefördert und die zahlreichen vom Aussterben bedrohten Arten geschützt werden. Schutzzweck ist auch die Erhaltung des landschaftlich wichtigsten Teils der wegen ihrer besonderen Eigenart und Schönheit schützenswerten Rodungsinsel.

## Fauna und Flora
Das Streitenbachtal, in dem sich der Füllmenbacher Hof befindet, bietet unzähligen Insekten und Tiere Lebensraum. Unter anderem begegnet man des Öfteren Feuerfaltern, Hirschkäfern sowie etlichen Vogelarten (Bachstelzen, Schwalben, Wanderfalken, Heidelerchen und Milane). Sogar die unter Naturschutz stehenden Bechsteinfledermäuse wurden gesichtet.
In den umliegenden Wäldern findet man neben vielen anderen oft Speierling und Elsbeere.
An der südexponierte Lage des Füllmenbacher Hofberges wachsen ebenfalls zahlreiche Orchideen (Helm-Knabenkraut, Purpur-Knabenkraut, Ohnhorn u. a.).